# Concerto (Caravaggio)
Concerto (conosciuto anche come I musici) è un dipinto a olio su tela (87,9x115,9 cm) realizzato nel 1597 dal pittore italiano Caravaggio. È conservato nel Metropolitan Museum of Art di New York.

## Storia
Il quadro, commissionato dal cardinale Francesco Maria Del Monte, si trovava nella prima stanza dell'appartamento nuovo in Palazzo Madama. Caravaggio frequentava la zona di San Luigi de'Francesi, nelle cui vicinanze si trovava palazzo Madama: aveva bottega nella zona un rivenditore di quadri conosciuto come maestro Valentino, in realtà Costantino Spada, forse greco di nascita che conosceva tanto Caravaggio quanto il suo amico pittore Prospero Orsi, conosciuto come Prosperino delle Grottesche. Fu grazie a Costantino che il potente cardinale poté conoscere Caravaggio. 
Scrive Giovanni Baglione: "E con questa occasione fu conosciuto dal Cardinale del Monte, il quale per dilettarsi assai della pittura, se lo prese in casa e havendo parte, e provisione pigliò animo, e credito, e dipinse per il Cardinale una musica di alcuni giovani ritratti dal naturale, assai bene...". Il cardinale intese imprimere su tela il clima culturale della sua corte: l'opera infatti ritrae tre giovani in procinto di eseguire un concerto. 
Il cardinale era un appassionato protettore delle arti e delle scienze ed aveva, oltre ad una ricca biblioteca, una collezione di quadri e di strumenti musicali. Il Del Monte era intimo amico del musicista Emilio de' Cavalieri, organizzava concerti e si dilettava lui stesso di musica: “Luigi Spezzaferro nel suo fondamentale studio sugli interessi culturali del cardinale precisa che egli suonava la chitarriglia, e cantava alla spagnola ed era in stretto contatto con ambienti musicali fiorentini e romani”.

## Descrizione
Il Concerto o la Musica rappresenta una complessa allegoria pagana in cui tre giovani musicisti vestiti all'antica in un ambiente angusto sono in procinto di iniziare a suonare, partecipa discosto, seminudo un amorino alato intento a staccare un grappolo d'uva, un gesto che può essere letto in chiave erotica a suggellare l'intimità della riunione dei tre giovani amici musicisti, uniti anche da una possibile passione amorosa o comunque visti in una ambiguità sessuale che è tipica dei primi quadri del Caravaggio. Come rilevato dal Moir, non si tratta propriamente di uno spaccato di vita del Caravaggio nel raffinato ambiente del cardinale, bensì di una fantasia allegorico-erotica sul tema della musica, in cui i giovani non sono dei popolani vestiti all'antica che rappresentano amici del Caravaggio mentre accordano strumenti e ripassano lo spartito (come il giovane a destra di spalle che è forse il cantore del gruppo), ma giovani idealizzati di un contesto astratto e volti troppo delicati e raffinati. Il ragazzo che suona il cornetto al centro in fondo è un ritratto giovanile del Caravaggio e la somiglianza è abbastanza evidente con altri dipinti coevi in cui il pittore si autoritrae e mostra il volto che guarda verso l'osservatore, come, ad esempio, nel Bacchino malato.

## Iconografia
Il giovinetto nudo a sinistra è certamente una raffigurazione di Eros. Non solo ha le ali, ma anche una faretra: è una presenza, un'apparizione significante ed è estraneo al gruppo, lo ignora, ma allo stesso tempo è indicativo del clima erotico e giovanile del gruppo espresso attraverso le tematiche musicali dei primi dipinti del Caravaggio cui si richiama anche Il suonatore di liuto dell'Ermitage di Leningrado. È possibile che i due quadri La Musica e Il suonatore, entrambi con cornice nera si trovassero nella stessa stanza, un camerino da musica ad uso del Cardinale dove dovevano trovarsi gli stessi raffinati e costosi strumenti che dovevano essere gli stessi raffigurati dal pittore, un liuto, un violino ed un cornetto. È possibile che lo spartito musicale sia stato liberamente interpretato figurativamente o che si rifaccia ad uno veramente esistito ma perduto. 
Tanto il cardinal del Monte che il cardinal Montalto avevano assistito a rappresentazioni musicali in cui i giovani musici erano abbigliati alla classica, come Eros o Bacco o da cantori angelici; pertanto non è inverosimile che il pittore guardasse anche, come sottolineato poco sopra dal Moir e dalla Trincheri Camiz, anche a spettacoli musicali realmente eseguiti a Firenze al cospetto del Granduca: " ...e per maggiore trattenimento fu dai musici di S.A., sempre nella circostanza del cardinal del Monte Montalto tutti vestiti da Ninfe et Pastori cantando in Musiche a tre cori". Di regola i dipinti a soggetto musicale furono una prerogativa, sebbene non esclusiva, dell'area veneta, realizzati da Giorgione, Tiziano, Veronese, in un contesto ambientale esterno, pastorale, con la presenza, allegorica, di personaggi femminili, come nel Concerto campestre del 1510, al Louvre, attribuito a Giorgione ma che è più possibile opera di Tiziano e che non ne sia solo il collaboratore: in un paesaggio di campagna con il cielo nuvoloso, su un prato due uomini seduti, di cui uno suona il liuto e due donne nude, di cui, a destra, ha in mano un flauto che si accinge a suonare o che ha già suonato; qui Tiziano presenta un immaginario arcadico, di fuga dalla città e dalla realtà, una specie di sogno melodioso. Caravaggio, invece, mostra un " far musica" in un interno, come aveva già fatto, ad esempio il Savoldo, nel Ritratto d'uomo con flauto del 1539 del museo di Martinengo ( ma in un quadro precedente di Lorenzo Costa della National Gallery di Londra i personaggi sono tre ), che presenta un solo personaggio in una stanza mentre si accinge a suonare il flauto: il Merisi compone l'immagine del tema musicale in un interno riunendo personaggi ritratti dal naturale a figurazioni allegoriche, in un insieme del tutto originale, cui non manca l'intenzione di vedere nella sospensione dei movimenti una scoperta e una rivelazione segreta allo stesso tempo , come se i musicisti fossero stati sorpresi dallo spettatore violando il loro spazio privato, la loro intimità, mostrando al tempo stesso qualcosa di privato e di profano, proprio delle stesse esigenze della committenza. 
In una incisione di Cornelius Cort (1533-1578), si possono vedere suonatori che sono abbigliati all'antica in una modalità molto simile a quella raffigurata da Caravaggio. Questi giovani sono rappresentati dal pittore, che in questo dipinto sviluppa per la prima volta la moltiplicazione delle figure all'interno di uno specifico tema e mostra di svilupparle secondo una disposizione scalare prospettica secondo le regole del matematico Guidobaldo, fratello del cardinale che di lui possedeva libri e strumenti di precisione, utilizzando probabilmente lo stesso modello per sovrapposizione e disposizione, come precisa il Christiansen che partecipò con il Marini al restauro a New York e poté vedere radiografie e copie del dipinto.